# Agustín Gutiérrez Lizaurzábal

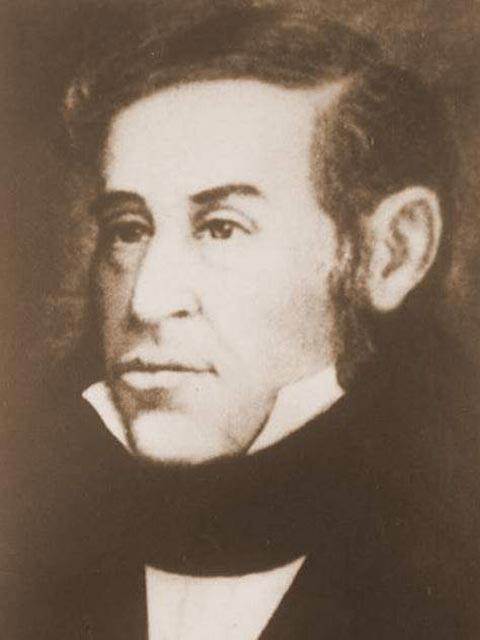
Agustín Gutiérrez Lizaurzábal (1824)

Agustín Gutiérrez Lizaurzábal (* 28. August 1763 in Santiago de Guatemala, Guatemala; †  9. Dezember 1843 in San José (Costa Rica)) war vom 6. bis 8. September 1824 und vom Juni 1834 bis 5. Mai 1835 Staatschef von Costa Rica.

## Leben
Seine Eltern waren Josefa Lizaurzábal y Rejón und Alonso José Gutiérrez y Marchan. Er wurde an der Universidad de San Carlos de Guatemala Licenciado für Rechtswissenschaft. Er war wohlhabend, Eigentümer von wertvollen Immobilien in Nicaragua und im Partido de Nicoya. Er heiratete Josefa de la Peña-Monje y La Cerda. Seine Tochter Agustina Gutiérrez y la Peña-Monje wurde am 27. August 1813 in Rivas geboren und heiratete am 7. Juni 1827 in Cartago Francisco Maria Oreamuno Bonilla.
Von 1813 bis 1814 und von 1820 bis 1821 war er Mitglied der kolonialen Provinzregierung von Nicaragua und Costa Rica.
Im September 1821 war er Mitunterzeichner der Nublados einer von Bischof Nicolás García Jerez verfassten pro-spanischen Schrift.
1822 zog er mit seiner Familie nach Nicoya und 1824 nach Costa Rica. Er war der erste Vorsitzende der verfassungsgebenden Versammlung 1824–1825, 1826 erster Bürgermeister von Carthago und von 1826 bis 1827 Nachrückrichter am Obersten Gerichtshof.
Von 1829 bis 1830 war er Präsident des Obersten Gerichtshofs und von 1830 bis 1831 Staatsanwalt. Er war Mitglied des Consejo Representativo.
Von Juni 1834 bis 4. März 1835 war er für José Rafael de Gallegos y Alvarado stellvertretend, geschäftsführender Jefe de Estado. Nach dem Rücktritt von Gallegos war vom 4. bis 18. März 1835 Juan José de Lara y Arias aus Salamanca (* 1780) Jefe de Estado. Er wurde von Braulio Evaristo Carrillo Colina abgelöst.
1834 veröffentlichte er ein juristisches Prontuario (Nachschlagewerk nach alphabetischen Stichwörtern), welches das erste gedruckte juristische Buch in Costa Rica war.
1835 kaufte er die Hacienda Santa Rosa in Guanacaste. Auf dieser fand im März 1854 eine Schlacht gegen die Filibusteropiraten von William Walker statt.